# Museo Arqueológico Nacional de Venecia
El Museo Arqueológico Nacional de Venecia (en italiano Museo archeologico nazionale di Venezia) es un museo estatal dedicado a la arqueología, situado en la plaza de San Marcos, cerca de las procuradurías de Venecia. Alberga una colección de antigüedades, con ejemplos de esculturas griegas del siglo V al IV a. C., retratos de época romana, relieves, inscripciones, cerámicas, marfiles, gemas y una colección numismática.

## Historia
El Museo Arqueológico Nacional tiene su origen en el siglo XVI, gracias a donaciones de familias venecianas. 

### Colección Grimani
En 1523, el cardenal Domenico Grimani (1461-1523) legó a la República de Venecia un grupo de esculturas antiguas de su colección privada. La mayor parte de estas obras procedían de un viñedo cercano al Quirinal de Roma, donde el cardenal estaba construyendo su residencia.

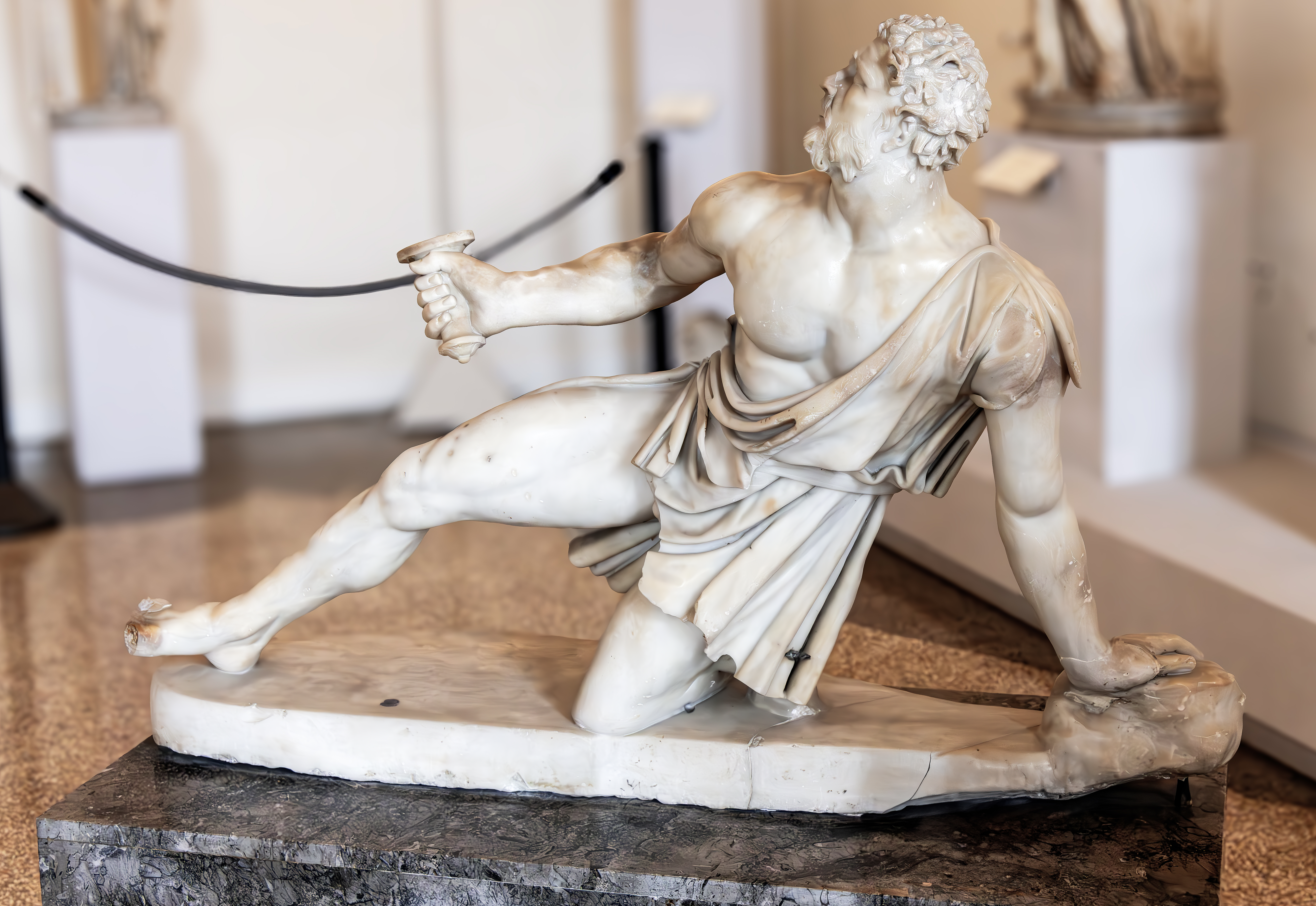
Copia romano-imperial de un original de la escuela de Pérgamo fechada entre finales del y mediados del.

Su sobrino, Giovanni Grimani (1500-1593), comenzó a ampliar y decorar las habitaciones del palacio familiar en Santa Maria Formosa en 1563, con el objetivo de crear un entorno escénico para albergar su colección. Éste se encontraba en el primer piso del palacio: casi doscientas esculturas griegas y romanas estaban cuidadosamente colocadas en la sala central. La colección incluía esculturas de las posesiones romanas de la familia, unos mármoles venecianos y de la costa de Istria, así como esculturas antiguas de Grecia. En 1587 esta colección también fue donada a la República de Venecia y el 3 de febrero el colegio de senadores, de acuerdo con Giovanni, estableció que todos las esculturas de los Grimani debían ser custodiados en la antecámara de la biblioteca Marciana.
En 1593, al morir Giovanni Grimani sin que la colección estuviera terminada, los senadores de la República confiaron a Federico Contarini la tarea de conservar la colección. Este último, contando con el Consejo de los Diez y llegando a un acuerdo con algunos sobrinos del patriarca, decidió dejar algunas esculturas en el palacio Grimani mientras otras fueron transportadas a la "Estatua Pública". Esta instalación se terminó en 1596, gracias también a algunas donaciones del propio Federico Contarini.

### SiglosXVIIIyXIX

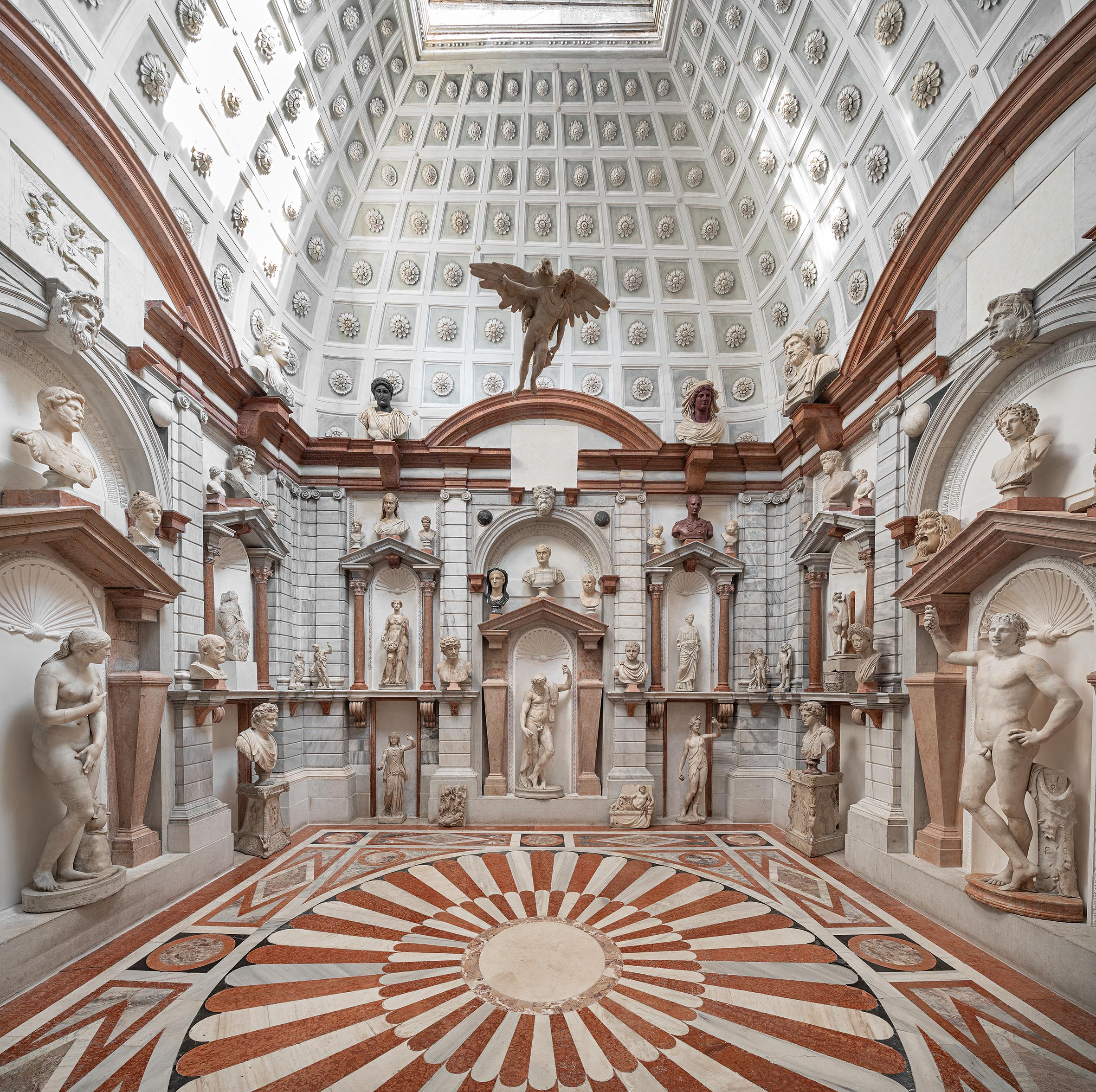
Las estatuas antiguas de la Colección Grimani en la Tribuna del Palazzo Grimani (2019)

En 1683 la colección de medallas de Pietro Morosini se unieron al resto de donaciones y en 1795 se donaron gemas y vasos antiguos de Girolamo Zulian. Durante el siglo XVIII, Anton María Zanetti elaboró un inventario de todas las obras.
Las donaciones realizadas en 1811 habían incrementado el número de obras del Statuario hasta tal punto que, algunas de ellas, tuvieron que ser expuestas en el Palacio Ducal.

### SigloXX
Durante la Primera Guerra Mundial las obras del Palacio Ducal se trasladaron a Florencia, para posteriormente regresar a Venecia, entre los años 1919 y 1920. Durante este periodo se creó una adecuada ordenación de las obras en las procuradurías de Venecia, donde se organizaron por épocas y movimientos artísticos. A lo largo del siglo XX el número de obras siguió aumentando.